# Joxantonio Ormazabal
Joxantonio Ormazabal Berasategi, también conocido como José Antonio Ormazabal Berasategi o Joxan (Cegama, 21 de julio de 1948 - Cegama, 2 de mayo de 2010), fue un escritor euskaldun. Trabajó en el ámbito de la literatura infantil en lengua vasca como escritor, traductor y editor literario.

## Biografía
Con 12 años entró en el seminario de Saturrarán, y más tarde en el de San Sebastián. Con 17-18 años dejó el seminario y comenzó la carrera de Magisterio. Cuando tenía 23 años, entró como profesor en la ikastola Salvatore Mitxelena de Zarauz. En aquella ikastola trabajó con Anjel Lertxundi, Mariasun Landa y Juan Martin Elexpuru, entre otros, en la elaboración del método Saioka. Para responder a las necesidades de los alumnos, empezó a escribir los primeros cuentos. Posteriormente trabajó como profesor en el liceo Alkartasuna de Beasáin.
Al comienzo de la década de los 80, empezó a trabajar en la editorial Elkar, asumiendo la responsabilidad del área de literatura infantil y juvenil, donde continuaría hasta 2009, cuando se jubiló, con 60 años. Escribió además numeroso cuentos y poemas y fue además traductor y adaptador. Según Xabier Mendiguren Elizegi, puede ser uno de los pilares principales de la literatura infantil vasca.
Falleció en una zona montañosa de Cegama el 2 de mayo de 2010.

## Obra
En su obra en prosa destacan el humor y la fantasía, pero a partir de esos elementos ha publicado obras de estilo y temática variada: la libertad (Kaiolatik mendira, 1986), La pobreza y la discriminación (Kittano, 1995), las relaciones entre abuelos y nietos (Aitona parapentean, 2004), la ecología (Txoria zezenaren adar gainean, 1999), etc. Por otro lado, la poesía tiene mucho peso en su obra. Con el poemario Ilunorduak eta argilaurdenak (2007) fue finalista en el Premio Literario Euskadi de Literatura Infantil y Juvenil 2008.
Algunas de sus obras más conocidas son Kaskarintxo (1983), Margolin (1983), Pernando Amezketarra (1981) o Kittano. Entre su más de centenar de traducciones se encuentran una treintena protagonizados por Teo.
Tres de sus obras se pueden leer en castellano: 
- Ilunorduak eta argilaurdenak = Penumbras y destellos. Ed. bilingüe. Centro de Lingüística Aplicada Atenea, 2012
- Un pájaro .sobre el cuerno de un toro. La Galera, 1999
- Sueños de circo. Faktoría K de libros, 2009

### Creación
- Ehun ipuin hitz gutxitan (2010, Elkar)

- Amona eta aitona udalekuetan (2008, Elkar)
- Ilunorduak eta argilaurdenak (2007, Elkar)
- Aitona parapentean (2004, Elkar)
- Antonio Bolas (2002, Elkar)
- Hiztegi jolastia (2002, Elkar)
- Bihotza zubi (2001, Elkar)
- Josebiñe (2001, Elkar)
- Irri eta barre (2001, Elkar), Elkar
- Kotti (2001, Elkar)
- Amona Bizikletan (2000, Elkar)
- Bi indar txiki inauterietan (2000, Elkar)
- Koxmeren gezurrak (2000, Elkar)
- Helikopteroa ikastolan (2000, Elkar)
- Gorritxo eta Beltxiko (2000, Elkar)
- Amona bizikletan (2000, Elkar)
- Txoria zezenaren adar gainean (1999, Elkar)
- Saturna (1999, Elkar)
- Patxibusa (1998, Elkar)
- Azenario erraldoia (1998, Elkar)
- Nola ibili munduan, ohetik jaiki gabe (1998, Elkar)
- Txoko txiki txukuna (1998, Elkar)
- Olentzeroren oparia (1998, Elkar)
- Haizemari (1998, Elkar)
- Zipriztin (1996, Elkar)
- Lazkao Txiki (1995, Elkar)
- Kittano (1995, Elkar)
- Hitzak jostailu (1994, Elkar)
- Pernando Amezketarra (1994, Elkar)
- Esaera zaharrak eta txiste berriak (1994, Elkar)
- Maripertxenta (1993, Elkar)
- Esaera zaharrak (1990, Elkar)
- Txisteak (1990, Elkar)
- Igarkizunak (1990, Elkar)
- Kiriko eta bere sendia (1989, Elkar)
- Honela bizi naiz ni (1986, Elkar)
- Auto, asto tren (1986, Elkar)
- Kaiolatik Elkar)
- Margolin Elkar)

### Traducción
Joxantonio.
- Jolas egiteko ipuinak (Gianni Rodari)
- Ilargia edan zuen astoa (Renata Mathieu)
- Tono, haria eta armiarma (Antoni Cuadrench)
- Koloreak (Enric Larreula)
- Izei txikia (M. Eulàlia Valeri)
- Mister Daffodil eta bere denda (Asun Balzola)

### Adaptación
Joxantonio Ormazabal adaptó para la infancia cuentos vascos de tradición popular. Son cuentos que José Miguel de Barandiarán recogió de testimonios orales y que publicaron las editoriales Elkar y Tarttalo en 2001. Ormazabal publicó estos cuentos en colaboración con Sagrario Yarnoz.
- Barbantxo
- Bigantxaren ordaina
- Euskal ipuinak DVD
- Gizon harrigarriak
- Gizon harrigarriak CD-ROM
- Lau anaia umezurtzak
- Makilakixki
- Makilakixki CD-ROM
- Marizikin
- Martixio asmatzailea
- Patxi errementaria
- Patxi errementaria CD-ROM
- Sorgin gaiztoa
- Tartalo
- Tartalo CD-ROM
- Zapatari txiki